# Stravinsky (cràter)
Stravinsky és un cràter d'impacte en el planeta Mercuri de 129 km de diàmetre. Porta el nom del compositor rus Igor Stravinsky (1882-1971), i el seu nom va ser aprovat per la Unió Astronòmica Internacional el 1979.
Superposa la vora del cràter Vyasa, molt més antic.